# Claudio Azzali (1956)
Claudio Azzali (Motta Baluffi, 18 febbraio 1956) è un ex calciatore italiano, di ruolo difensore.

## Caratteristiche tecniche
Giocava come terzino, sia a destra che a sinistra; poteva essere impiegato anche in marcatura sulla mezzapunta avversaria.

## Carriera

### Giocatore
Nativo della provincia di Cremona, inizia a giocare a calcio nella Viscontea, formazione dilettantistica locale, da cui passa nelle giovanili della Cremonese, con cui disputa i campionati Allievi, Primavera e Berretti, ottenendo il titolo nazionale nel 1974, con cui è impiegato nelle giovanili e siede alcune volte in panchina nel campionato 1974-1975, senza però esordire nella massima serie. Negli anni successivi viene ceduto nelle serie inferiori, prima in Serie D all'Imola, dove colleziona 28 presenze da titolare, e nella stagione successiva al Livorno. Con gli amaranto rimane per quattro stagioni (due di Serie C e due nella neonata Serie C1) totalizzando 134 presenze; compone, con Mucci, Tormen, Pietrangeli e Cappelletti una delle difese meno battute della storia del Livorno, sotto la guida tecnica di Tarcisio Burgnich, tra il 1978 e il 1980. In questo periodo indossa anche la fascia di capitano e viene convocato nella nazionale di categoria. Nella stagione 1979-1980 gli amaranto sfiorano la promozione in Serie B giungendo terzi alle spalle delle due promosse Catania e Foggia.
Nel 1980 torna in Serie A, ingaggiato dal Cagliari, con il quale esordisce nella massima serie il 14 settembre 1980 contro la Juventus, gara terminata 1-1. Con la squadra isolana milita in totale per tre stagioni in Serie A, totalizzando 83 presenze e segnando due gol: il primo il 28 settembre 1980 contro l'Ascoli (rete del definitivo 2-0), ed il secondo il 10 ottobre 1982 contro il Pisa (provvisorio vantaggio sardo nella partita finita 1-1).
Nel 1983 passa proprio al Pisa, disputando un'ulteriore stagione in massima serie: le gare giocate a fine campionato saranno 26, ma la formazione pisana arriva penultima in classifica e retrocede. Al termine della stagione si trasferisce volontariamente al Piacenza, neopromosso in Serie C1, in modo da seguire la sua attività commerciale. Con i piacentini, nonostante qualche incomprensione con l'allenatore Rota, sfiora la promozione nella prima stagione (perdendo la spareggio contro il Vicenza), marcando 30 presenze. Nella stagione successiva la formazione piacentina arriva invece al terzo posto, e disputa 15 partite di campionato, chiuso nel ruolo di terzino di fascia da Paolo Tomasoni: al termine della stagione non rinnova il contratto con i biancorossi, e gioca la sua ultima stagione da professionista nell'Oltrepò in Serie C2, di cui è capitano. Con i pavesi, retrocessi a fine stagione nel Campionato Interregionale, totalizza 19 presenze.
Chiude la carriera tra i dilettanti, con Fidenza e Tandem Due, formazione dei campionati minori cremonesi.

### Dopo il ritiro
Al termine della carriera da calciatore rifiutò l'offerta di allenatore delle giovanili del Piacenza, dedicandosi al suo negozio di articoli sportivi aperto a Sospiro.

## Statistiche

### Presenze e reti nei club
| Stagione        | Squadra         | Campionato      | Campionato | Campionato |
| Stagione        | Squadra         | Comp            | Pres       | Reti       |
| --------------- | --------------- | --------------- | ---------- | ---------- |
| 1974-1975       | Bologna         | A               | 0          | 0          |
| 1975-1976       | Imola           | D               | 28         | 0          |
| 1976-1977       | Livorno         | C               | 32         | 0          |
| 1977-1978       | Livorno         | C               | 36         | 0          |
| 1978-1979       | Livorno         | C1              | 33         | 0          |
| 1979-1980       | Livorno         | C1              | 33         | 0          |
| Totale Livorno  | Totale Livorno  | Totale Livorno  | 134        | 0          |
| 1980-1981       | Cagliari        | A               | 30         | 1          |
| 1981-1982       | Cagliari        | A               | 23         | 0          |
| 1982-1983       | Cagliari        | A               | 30         | 1          |
| Totale Cagliari | Totale Cagliari | Totale Cagliari | 83         | 2          |
| 1983-1984       | Pisa            | A               | 26         | 0          |
| 1984-1985       | Piacenza        | C1              | 30+1       | 0          |
| 1985-1986       | Piacenza        | C1              | 15         | 0          |
| Totale Piacenza | Totale Piacenza | Totale Piacenza | 46         | 0          |
| 1986-1987       | Oltrepò         | C2              | 19         | 0          |
| Totale          | Totale          | Totale          | 336        | 2          |

## Palmarès
- Coppa Anglo-Italiana: 1

Piacenza: 1986